# Hermaphrodite endormi

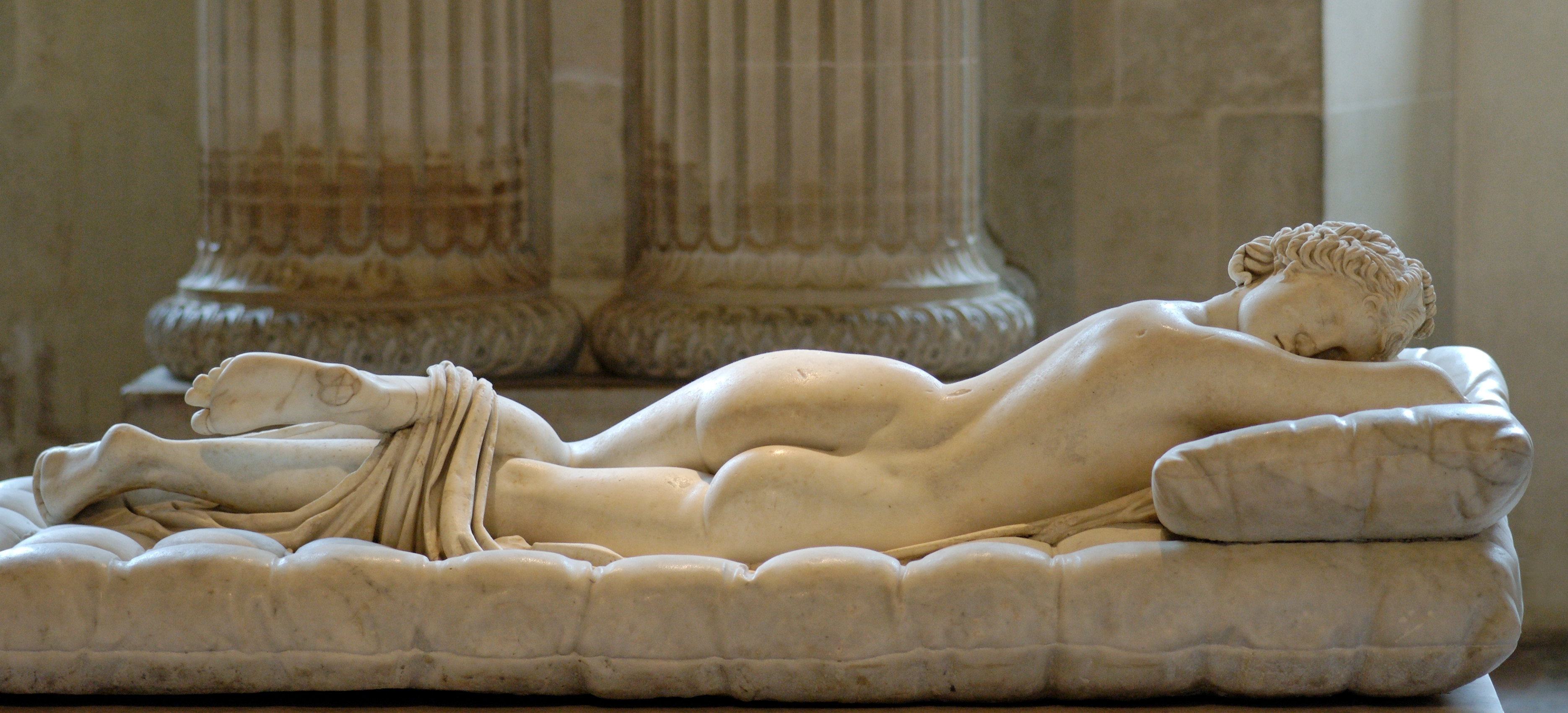
L'hermaphrodite Borghèse, copie romaine du d'un original hellénistique du, restaurée en 1619 par David Larique. Matelas en marbre de Carrare sculpté par Le Bernin en 1619 à la demande du cardinal Borghèse. 1,69 m.

L' Hermaphrodite endormi est  une sculpture en marbre grandeur nature représentant le personnage de la mythologie grecque Hermaphrodite, fils d'Hermès et d'Aphrodite, endormi sur le ventre, la tête détournée, le pied gauche légèrement soulevé reposant sur la jambe droite. Il en existe de nombreux exemplaires anciens et des copies modernes, le spécimen le plus célèbre, dit Hermaphrodite Borghèse, étant le premier découvert, celui qui se trouve aujourd'hui au musée du Louvre, où la statue antique repose sur un matelas spécialement sculpté par Le Bernin. 

## Histoire
Le modèle s'inspire de représentations anciennes de Vénus et d'autres nus artistiques féminins antiques, en particulier de représentations hellénistiques féminisées du dieu Dionysos / Bacchus. C'est un sujet traité, mais debout, à de nombreuses reprises à l'époque hellénistique et dans la Rome antique, à en juger par le grand nombre de versions qui nous sont parvenues. La figure allongée est très rare à l'époque hellénistique, mais les copies sont plus nombreuses à l'époque romaine. 
Dans cette représentation particulière d'Hermaphrodite, l'œuvre semble conçue pour créer la surprise. Elle se découvre en effet en deux temps : d'un côté, des courbes gracieuses et sensuelles qui flattent la féminité du personnage, dans la tradition du nu féminin hellénistique, de l'autre, le sexe dressé, qui révèle sa nature androgyne. La composition invite alors le spectateur à observer la statue de tous côtés.
Le premier exemplaire est découvert à Santa Maria della Vittoria à Rome, et est immédiatement acquis par le cardinal Scipione Caffarelli-Borghese pour rejoindre sa collection. Il s'agit d'une belle copie romaine, inspirée d'un original en bronze de l'un des deux sculpteurs grecs appelés Polyclès (probablement le « plus jeune », du IIe siècle av. J.-C.). La sculpture originale, qui serait datée d'environ 155 av. J.-C., pourrait être mentionnée par Pline l'Ancien dans son Histoire naturelle.
Au IIe siècle avant notre ère, Hermaphrodite - pour les grecs, « un homme féminin [...] parfois valorisé » - était lié à l'épiphanie (la manifestation) de Dionysos, tout comme l'Ariane endormie que l'on peut voir avec l'Hermaphrodite endormi sur le fronton en terre cuite du temple de Civitalba au musée archéologique national des Marches.

## L'exemplaire Borghèse
La sculpture a été trouvée au début du XVIIe siècle dans le parc de l'église Santa Maria della Vittoria, près des thermes de Dioclétien, en bordure des anciens Jardins de Salluste. La découverte intervient lors de la construction de l'église, lorsque les fondations sont creusées, en 1608 . 
L'œuvre est immédiatement montrée à l'un des plus grands connaisseurs d'art du moment, le cardinal Borghèse, qui, en échange de la statue, propose une participation de son architecte personnel, Giovanni Battista Soria, à la construction de l'église.  
Une salle spéciale est dédiée à la sculpture dans la toute nouvelle Villa Borghèse et, en 1620, le jeune Bernin, à l'époque élève des Borghèse, est payé 60 écus pour créer le lit de marbre sur lequel repose Hermaphrodite. Son rendu est étonnamment réaliste, à tel point qu'à première vue, les observateurs sont enclins à le croire réel. 
En 1807, la sculpture est achetée, avec de nombreuses autres pièces de la même collection, par le prince Camille Borghèse, époux de Pauline Bonaparte, puis rachetée par Napoléon Ier et transférée au Louvre. 
Elle sera source d'inspiration pour plusieurs auteurs, parmi lesquels Théophile Gautier et Algernon Swinburne, qui lui ont chacun consacré un poème (respectivement Contralto, dans Émaux et Camées en 1852, et Hermaphroditus, dans Poems and Ballads, First Series en 1863).

## Autres exemplaires anciens

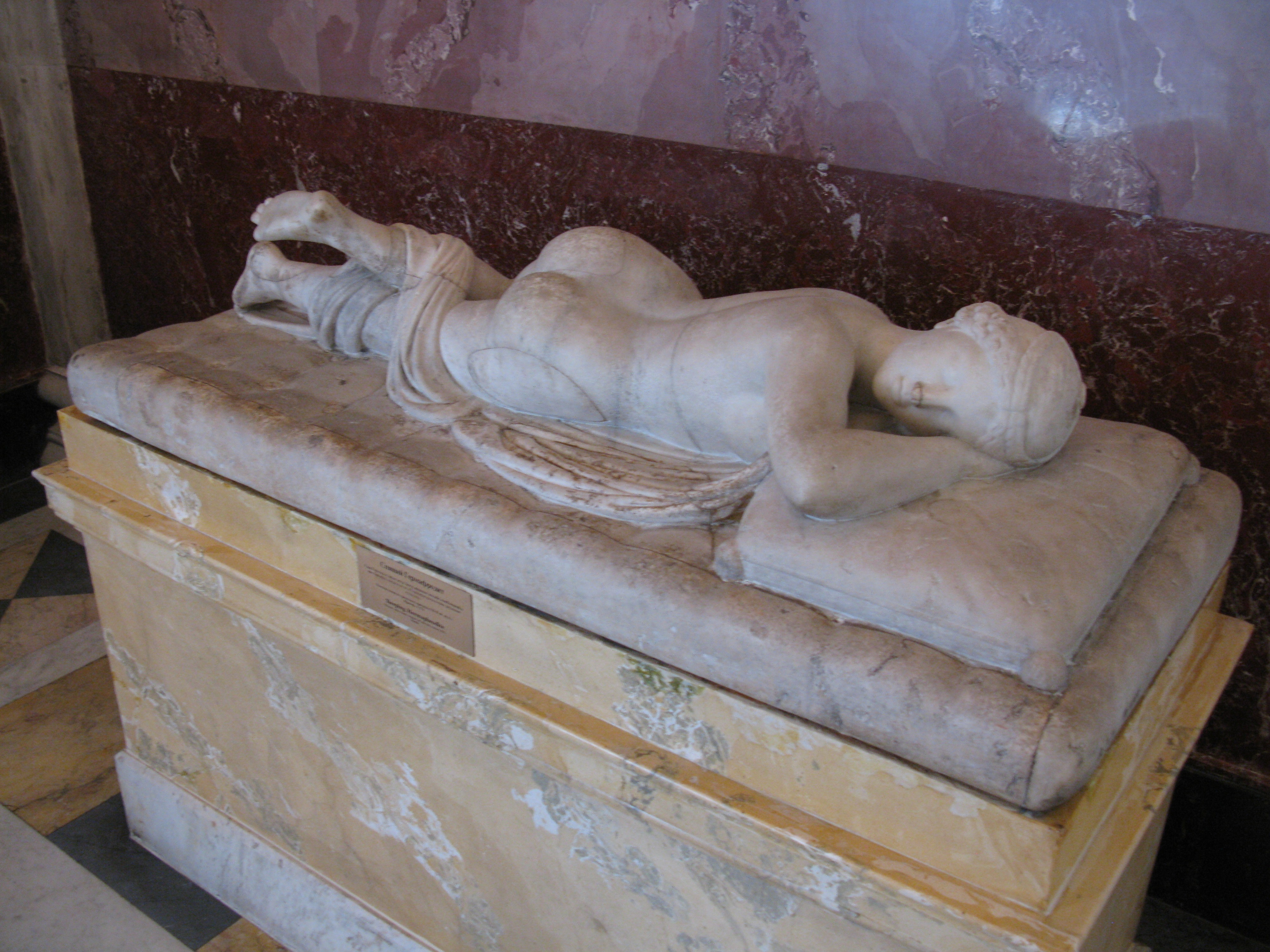
Exemplaire du Musée de l'Ermitage.
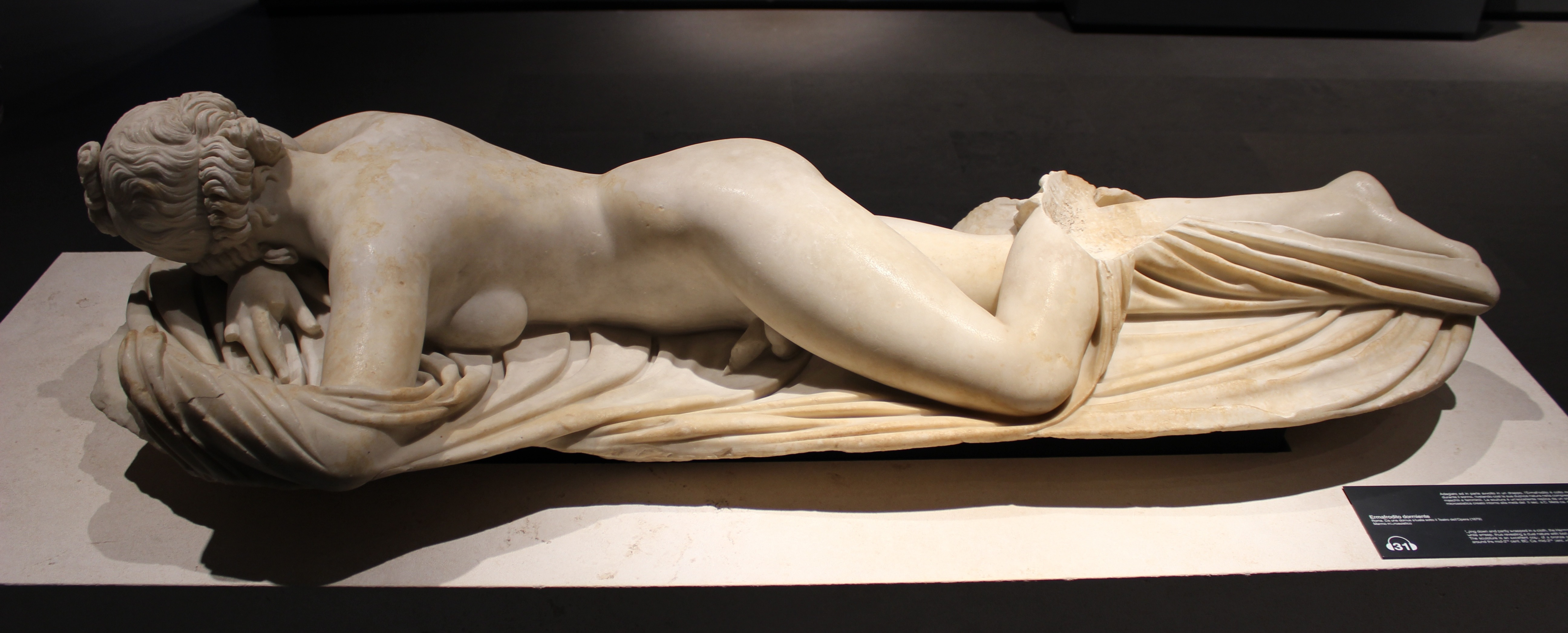
Exemplaire du Musée national romain, Palazzo Massimo.
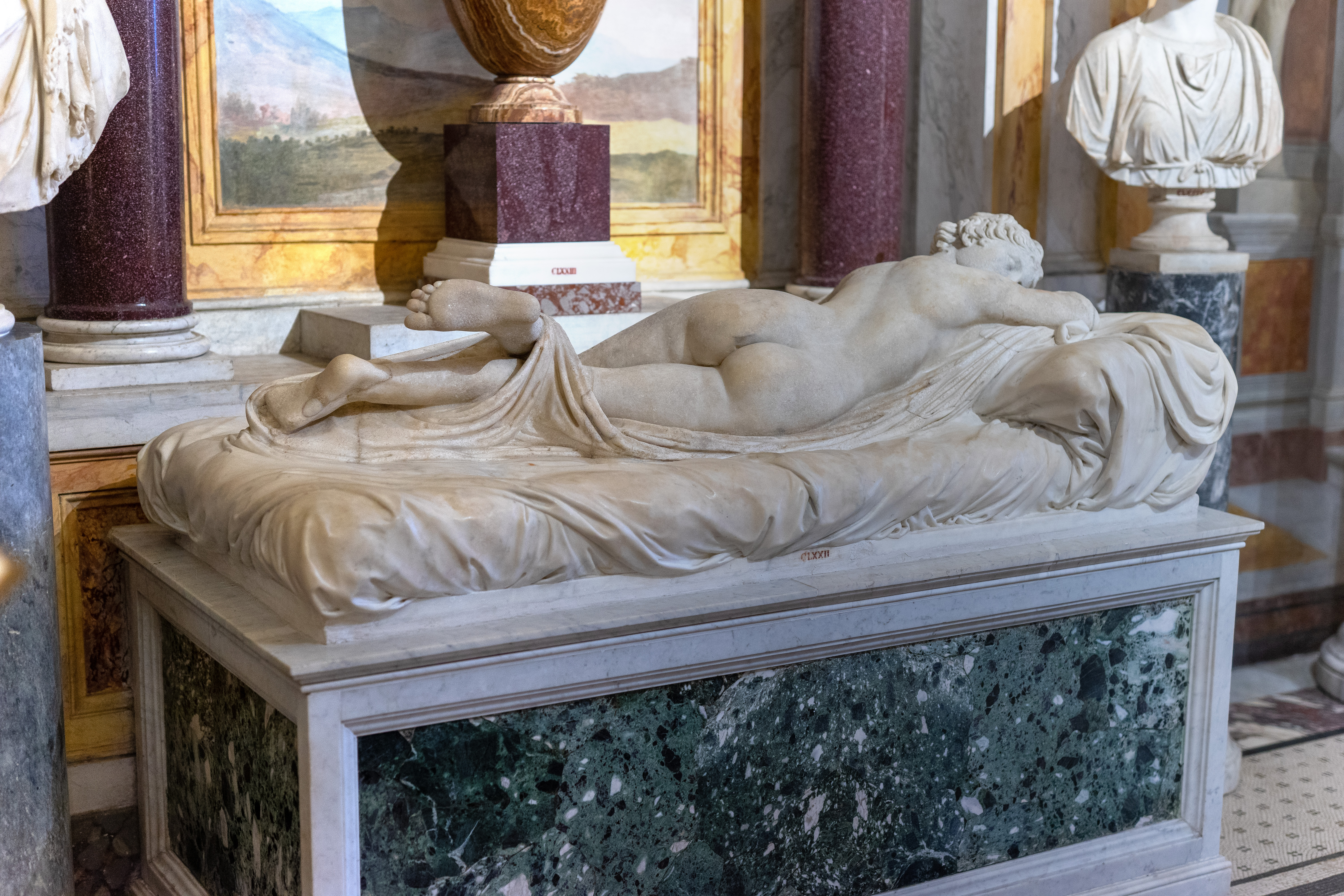
Exemplaire de la Galerie Borghese.
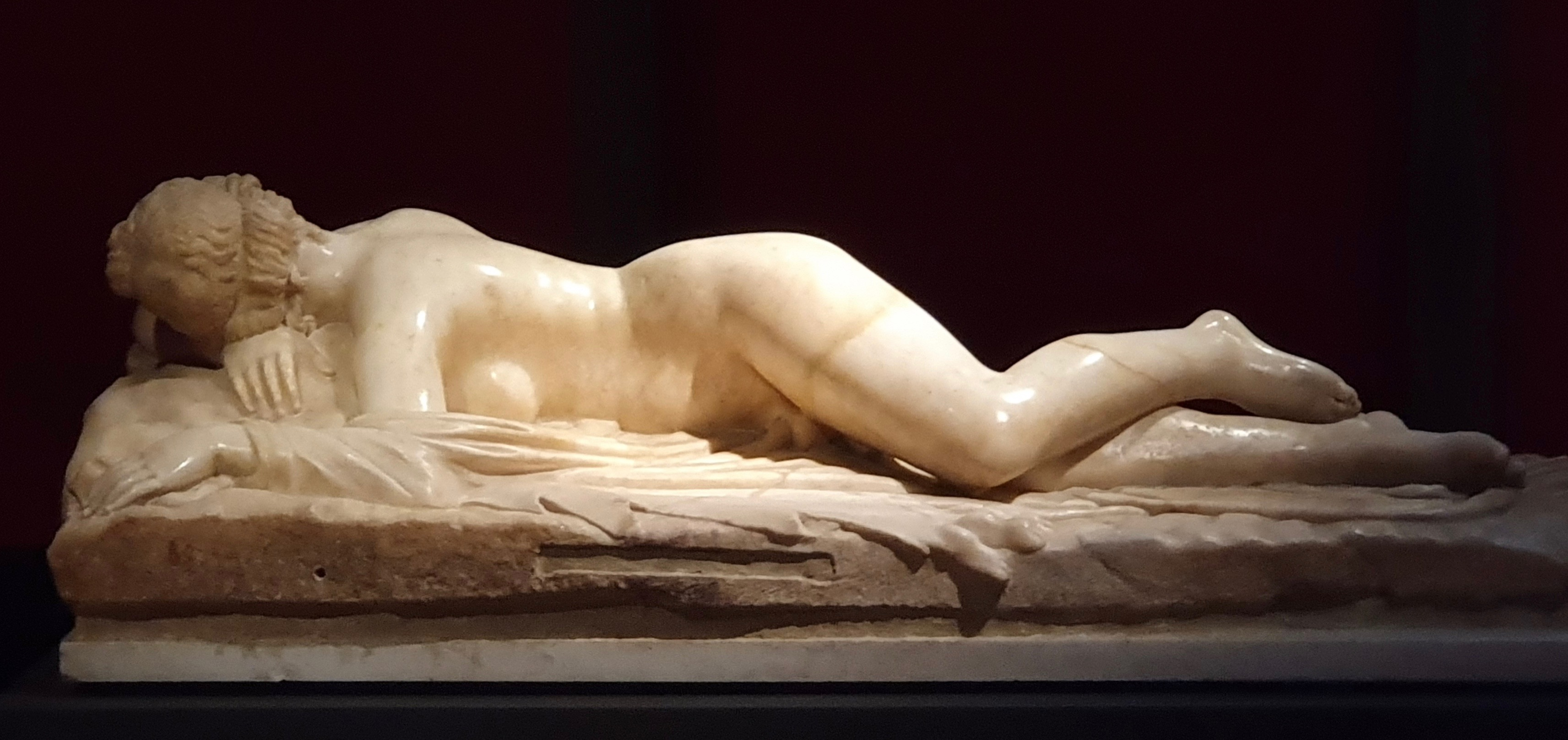
Exemplaire de la Galerie des Offices.

Un spécimen datant du IIe siècle de notre ère a été restauré en 1774 et a remplacé, dans la galerie Borghèse, la version partie pour Paris en 1807. 
Une troisième variante en marbre a été découverte en 1879, à l'intérieur d'un bâtiment privé, sous l'Opéra de Rome, lors des travaux de construction pour faire de Rome la nouvelle capitale de l'Italie unie. Elle est maintenant exposée au Musée national romain situé dans le Palais Massimo des Thermes. 
D'autres exemplaires antiques peuvent être admirés à la Galerie des Offices à Florence, au musée de l'Ermitage à Saint-Pétersbourg et au Louvre-Lens, de la collection du pape Pie VI (1775-1778).

## Copies modernes

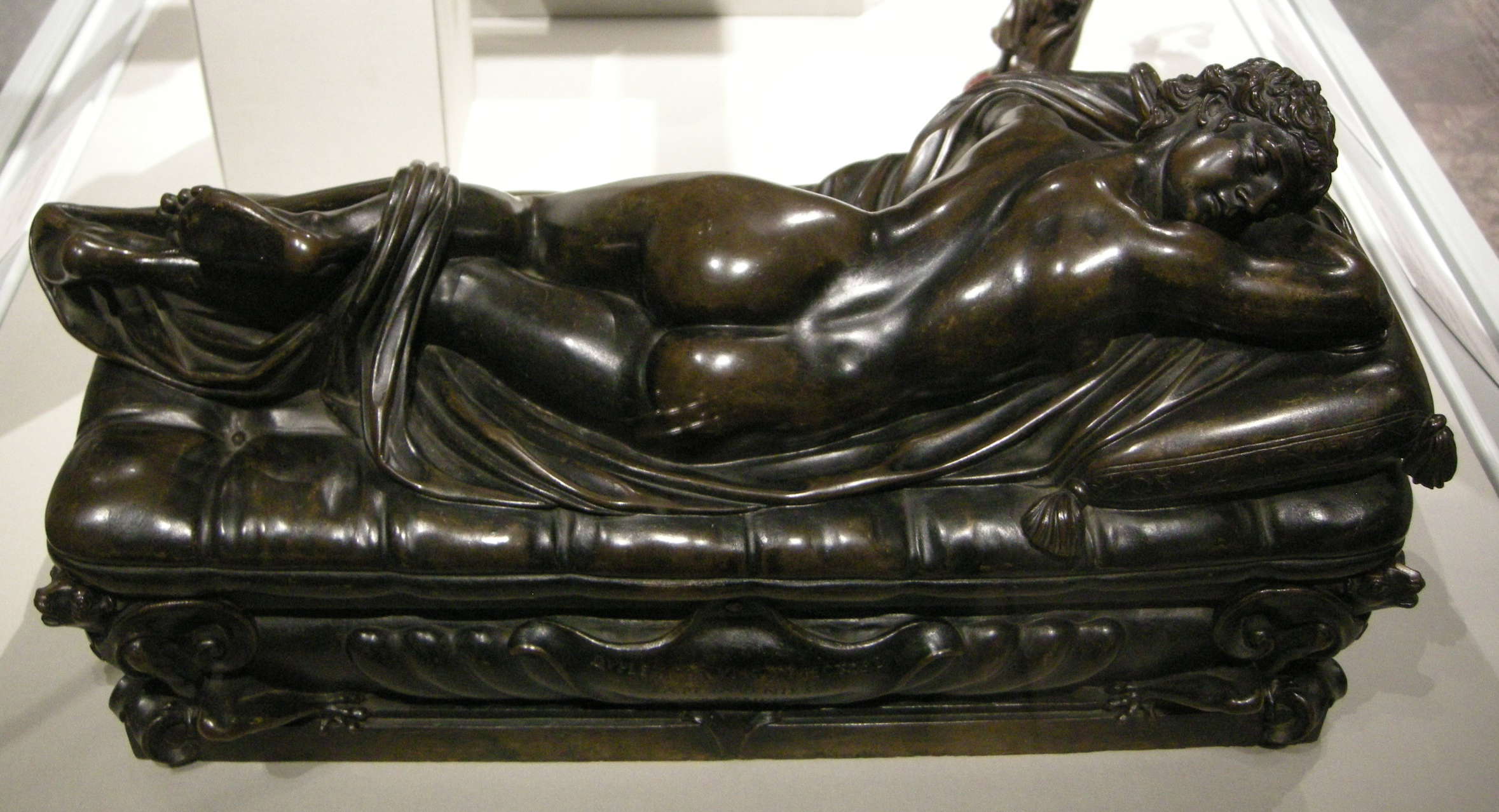
Copie en bronze de Giovanni Francesco Susini, Metropolitan Museum of Art.

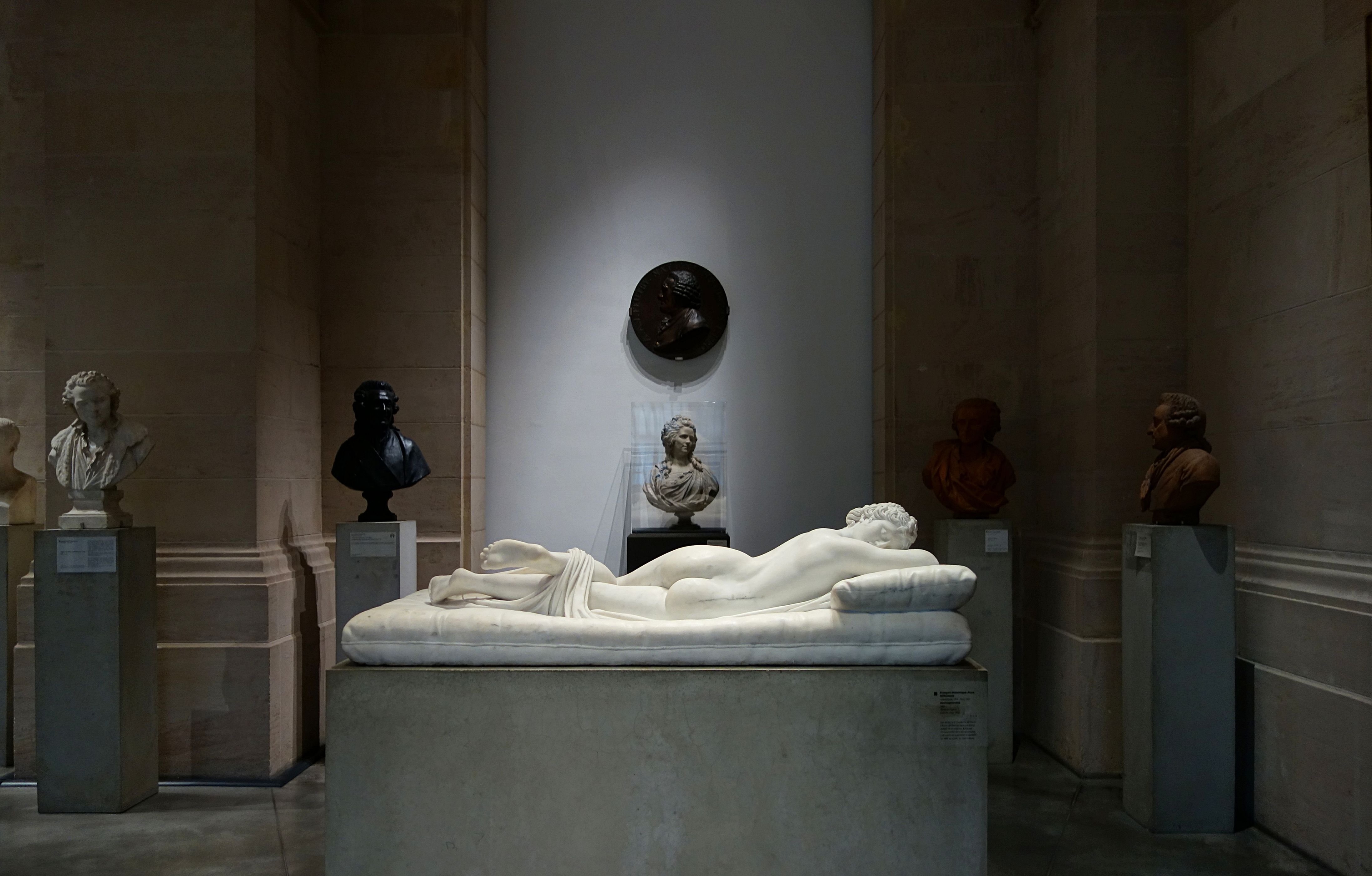
Copie en marbre de François Milhomme, Palais des Beaux-Arts de Lille.

De nombreuses copies, de diverses dimensions, ont été réalisées à partir du XVIIe siècle. L'une, grandeur nature en bronze, commandée par Diego Vélasquez a été réalisée pour Philippe IV d'Espagne. Elle est maintenant conservée au musée du Prado. La composition de l'Hermaphrodite a clairement influencé le peintre espagnol pour sa Vénus à son miroir . 
Une autre version en marbre du XVIIe siècle a été commandée à Martin Carlier par la cour royale de Versailles. 
Une copie en bronze de plus petite dimension réalisée par Giovanni Francesco Susini se trouve maintenant au Metropolitan Museum of Art de New York. 
Un autre exemplaire de dimension réduite, réalisé cette fois en ivoire par François Duquesnoy, fut acheté à Rome par John Evelyn en 1640 . 
Au début du XIXe siècle encore, François Milhomme, lauréat du prix de Rome, découvre la sculpture de la collection Borghese lors de son séjour à la villa Médicis, avant qu'elle ne soit transférée au Louvre, et décide d'en faire une copie en marbre grandeur nature. Elle est à présent conservée au palais des Beaux-Arts de Lille.
Plus près de nous, l'artiste américain Barry X Ball a réalisé en 2010 une copie grandeur nature, directement à partir de la version conservée au Louvre, en marbre noir sur un socle en marbre de Carrare.